# Tetraleurodes moundi
Tetraleurodes moundi là một loài côn trùng cánh nửa trong họ Aleyrodidae, phân họ Aleyrodinae.
Tetraleurodes moundi được Cohic miêu tả khoa học đầu tiên năm 1968.